# Rafflesia hasseltii
Rafflesia hasseltii — холопаразитичний вид квіткових рослин з роду рафлезія (Rafflesia) родини рафлезієвих (Rafflesiaceae). Рослина зустрічається у Національному парку Керінчі Себлат на острові Суматра в Індонезії.